# Marino Dandolo
Marino Dandolo (grec. Μαρίνος Δάνδολος, zm. przed 1243) – wenecki władca Andros w latach 1207–1239.
Marino pochodził ze słynnej weneckiej rodziny Dandolo. W 1207 roku towarzyszył Marco I Sanudo w podboju wysp Morza Egejskiego. Została mu wtedy przyznana wyspa Andros. Został z niej wyparty w 1239 roku przez Geremia Ghisi. Zmarł przed 1243 rokiem. W imieniu jego praw do wyspy wniesiono sprawę przeciwko Ghisi przez wdowę Felisię i siostrę Dandolo – Marię. Sąd wenecki co prawda w sierpniu 1243 nakazał braciom Ghisi zrezygnować z Androsu, ale wyrok nie wszedł w życie.